# Florence, South Dakota
Florence är en kommun (town) i Codington County i South Dakota. Vid 2010 års folkräkning hade Florence 374 invånare.